# Катя Колева
Катя Костова Колева е народен представител от парламентарната група на ГЕРБ в XLI народно събрание. Владее руски език.

## Биография
Катя Колева е родена на 24 юли 1964 година в град Трявна, България.

### Парламентарна дейност
На 9 ноември 2011 година става член на парламентарната група на ГЕРБ, както и член на Комисията по труда и социалната политика. На 18 януари 2012 година става член на групите за приятелство между България и Бразилия, Израел, Южна Корея, Малта, Швейцария, Азербайджан.

#### Внесени законопроекти
Тя е вносител на законопроекта:
- За изменение и допълнение на Наказателния кодекс (28 март 2012)